# 아메리칸 히어로스 채널

아메리칸 히어로스 채널(영어: American Heroes Channel)은 미국 디스커버리 네트워크계열의 텔레비전 방송국이다.

## 연혁
- 1999년- 디스커버리 윙즈라는 이름으로 미국에서 개국함.
- 2001년- 오스트레일리아에 개국함.
- 2007년- 밀리터리가 개국함.
- 2008년- 밀리터리 채널로 변경되었음.

## 채널 번호
- 버라이즌 FiOS-125번
- Dish Network-195번
- DirecTV-287번/1287번(VOD)

## 특이 사항
AT&T U-verse에서는 송출되지 않는 채널이다.